# Манастир Чокешина
Манастир Чокешина је женски манастир припада Епархији шабачкој Српске православне цркве, налази се у истоименом селу, у подножју Видојевице, планине Цер.
Манастир Чокешина представља непокретно културно добро као споменик културе од великог значаја.

## Легенда и настанак
По легенди манастир је задужбина Милоша Обилића. Манастир је као и село назван по Богдану Чокеши некадашњем мачванском властелину. Године 1458. постаје власништво великог логотега Стјепана Ратковића, a из тог времена потичу и две сачуване камене плоче у поду цркве. У периоду од 1707. до 1732. године, после велике сеобе под патријархом Арсенијем Чарнојевићем, у манастиру је постојала школа на челу са игуманом Василијем. Турци су затим запалили и срушили манастир. На старим темељима 1786-86. изграђена је нова црква, која је поново срушена у време Првог српског устанка када се овде одиграла битка између Срба и Турака, позната као Бој на Чокешини. У манастирској порти подигнут је споменик са гробницом у знак сећања на српске устанике.

## Манастир данас
Данашња црква манастира Чокешина грађена је између 1820. и 1823. године заслугом кнеза Милоша и његовог брата Јеврема. Црква је посвећена је рођењу Пресвете Богородице. Иконостас је из 1834. а конак на спрат из 1918. године. Бомбардовањем у септембру 1941. манастир је уништен, а обновљен је поново 1962. године. Једно време ту је била болница и место боравка сиромашне деце из разних крајева земље.
Једно време старешина манастира је био Митрофан Матић који је убијен 1941. године и сахрањен у манастиру.